# Jászberény autóbusz-állomás
A Jászberényi autóbusz-állomás egy közlekedési csomópont Jász-Nagykun-Szolnok vármegyében, Jászberény településen.

## Története
1926. májusában napirendre került egy nagy volumenű autóbusz-társaság megalapítása. Egy szegedi vállalkozó 10 évre kért engedélyt a Jászsági buszközlekedés szervezésére, tervek szerint a járatok a környező falvakba is közlekedtek volna. Ezt a tervet a város akkori vezetése elutasította. A városvezetés végül 1926. júliusában hozta meg a döntést az autóbusz-közlekedés végleges elindításáról. Stompf Pál 1926-ban alapította meg jászberényi autóbusz vállalatát 9 járművel, amelyeknek javítóműhelyeket és benzinkutat is biztosított. A közgyűlés döntése alapján a következő vállalkozók kaptak engedélyt személyfuvarozásra: Gál Ferenc a szegedi autóvállalat tulajdonosa Jászberény–Jákóhalma–Jászapáti‒Jánoshida és Pusztamonostor közötti utakra; Strompf Pál mérnök a Jászberény–Nagykáta közötti közlekedés megindítására kapott engedélyt. A Hangai és Társa cég pedig a Jászberény–Jászárokszállás–Vámosgyörk közötti útszakasz autóbusz közlekedésének a megszervezésére kapott engedélyt. Az engedélyben szerepelt, hogy minimum napi 4 járatot kell indítani. a. További döntő szempont az volt az autóbusz közlekedés kialakításánál, hogy a nagykátai, jászárokszállási, vámosgyörki és a jászapáti vonatok indulásához közvetlen csatlakozásként kellett tervezni a menetrendet. A városi testület által kiadott rendelkezésben a menetdíjak maximumát is korlátozták. Nem lehetett több a menetjegy ára, mint 1500 korona kilométerenként. A Jászberényi autóbusz-állomás, más néven „buszház”, 1943–44 folyamán épült Bíró Fekete Lajos helyi építőmester tervei alapján és kivitelezésében. Az utazók számára azonban csak 1944. október 7-től vált elérhetővé, amikor megnyitották az épületet a személyforgalom számára. A II. világháborút követően, az 1950-es években felmerült az állomás átköltöztetése és a helyére piactér építése, ezt a tervet azonban elvetették.

## Forgalma
Az állomást érintik helyi, helyközi és távolsági járatok is egyaránt. Távolsági járatok indulnak innen Budapest, Eger, Debrecen, Kecskemét, Miskolc és Szeged irányába.

### Az állomást érintő járatok
1070, 1075, 1076, 1077, 1078, 1348, 1362, 1376, 1443, 1466, 1469, 1515
 498, 499, 503, 523, 3443, 3617, 3667, 3669, 3671, 4601, 4602, 4650, 4651, 4653, 4654, 4655, 4659, 4660, 4662, 4663, 4681, 4686
 1, 2A